# Тепловозная улица (Санкт-Петербург)
Теплово́зная улица — улица в историческом районе Рыбацкое Невского административного района Санкт-Петербурга. Проходит от улицы Юннатов за переулок Слепушкина. В целом параллельна Караваевской улице и железнодорожной линии.

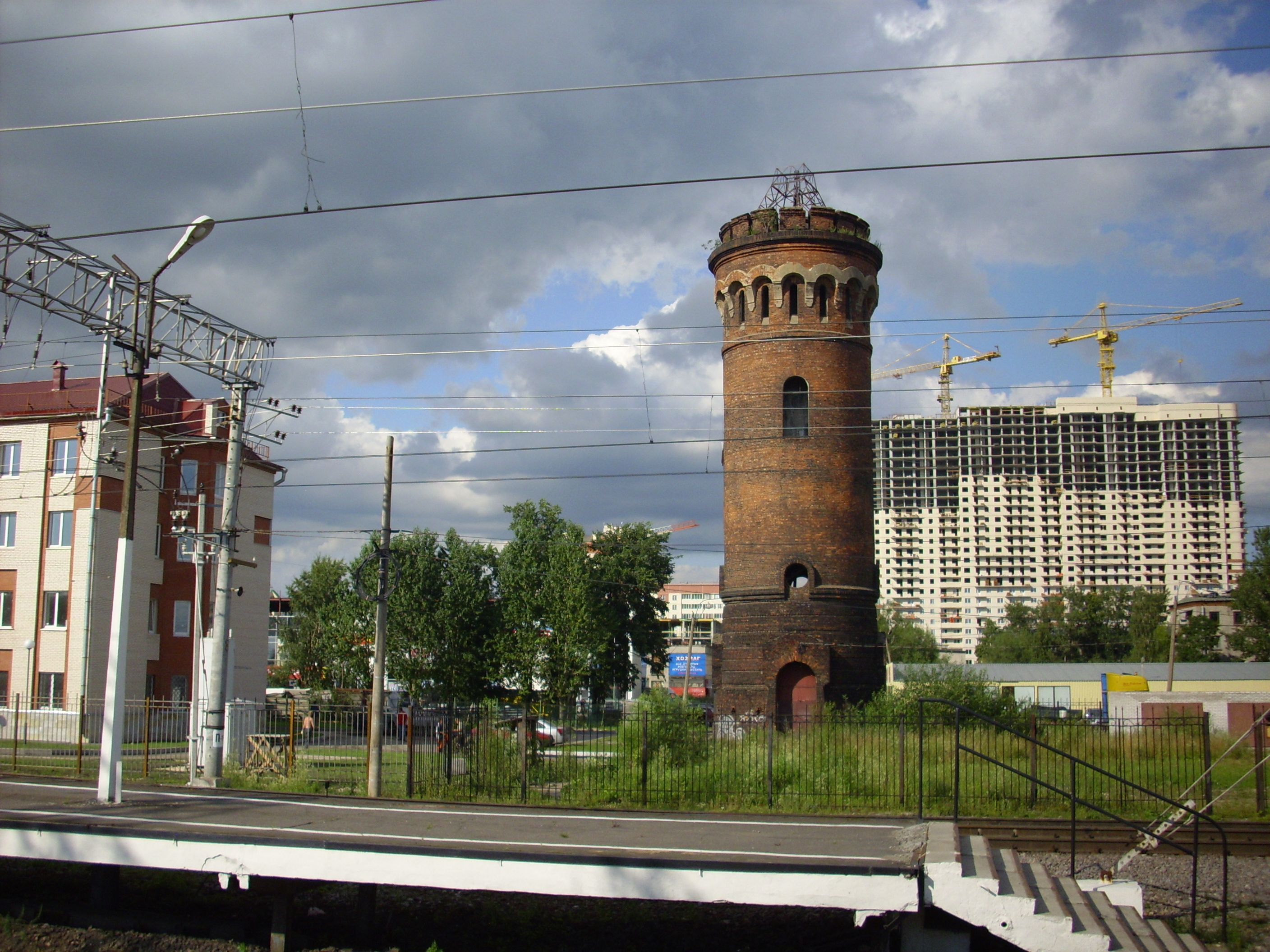
Водонапорная башня XIX в. у ж/д платформы Рыбацкое на Тепловозной улице

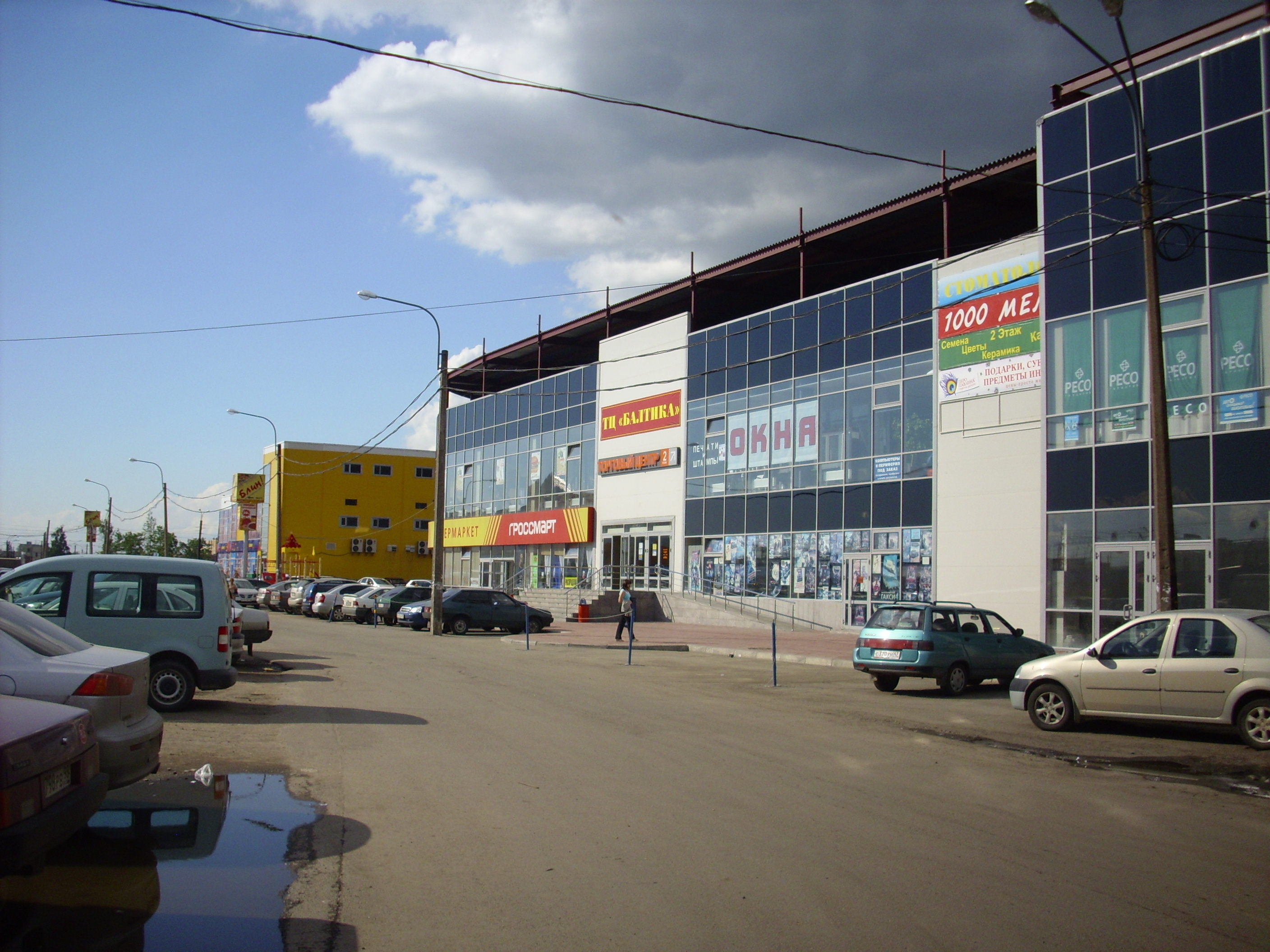
Торговый центр «Балтика»

## История
Современное название улица получила 12 ноября 1962 года по жилым домам тепловозостроительного завода. Ранее, с 1930-х годов, называлась улицей Гоголя, а до того, с конца XIX века,  — 4-й линией.

## Пересечения
С запада на восток (по увеличению нумерации домов) Тепловозную улицу пересекают следующие улицы:
- улица Юннатов — Тепловозная улица примыкает к ней;
- улица Дмитрия Устинова — примыкание;
- Прибрежная улица — примыкание[уточнить];
- Скачков переулок — примыкание[уточнить];
- Караваевский переулок — примыкание;
- переулок Слепушкина — примыкание.

## Транспорт
На Тепловозной улице расположены выходы со станции метро «Рыбацкое» 3-й (Невско-Василеостровской) линии и железнодорожной станции Рыбацкое.
Вблизи выходов со станции метро и железнодорожной станции, между улицей Дмитрия Устинова и Прибрежной улицей, расположены остановки наземного общественного транспорта:
- трамвайные маршруты № 24 и 27;
- городские автобусные маршруты № 53, 97, 115, 115А, 189, 327 и 328;
- пригородные социальные автобусные маршруты № 440 и 682;
- пригородный коммерческий автобусный маршрут № К-440А.

У примыкания переулка Слепушкина находится автобусное кольцо «Завод ЖБИ № 1» / «Тепловозная ул, д. 32» (автобусные маршруты № 53, 97).

## Общественно значимые объекты
- пункт технического обслуживания «Рыбацкое» (филиал Трамвайного парка № 7) (у примыкания улицы Дмитрия Устинова) — улица Дмитрия Устинова, дом 11;
- торговый комплекс «Порт Находка» (напротив примыкания улицы Дмитрия Устинова) — дом 31;
- торговый комплекс «Парад» (у примыкания Прибрежной улицы) — Прибрежная улица, дом 20;
- торговый центр «Балтика» (у примыкания Скачкова переулка) — Скачков переулок, дом 5.